# 浜松町 (横浜市)
浜松町（はままつちょう）は、神奈川県横浜市西区の町名。丁目が無く全域で住居表示実施済み。面積は0.100km²。

## 地理
西区の南西部に位置し、北は国道16号と石崎川、東は藤棚浦舟通り（横浜市主要地方道81号藤棚伊勢佐木線）、南西は水道道に囲まれた三角形に近い町域を持つ。水道道沿いは商店街を形成している。北東隅の浜松町交差点は国道1号と藤棚浦舟通り・国道16号が交差する交通の要衝で、国道16号は尾張屋橋で東海道本線・相鉄本線・帷子川を渡り、洪福寺・相模原市方面へ至る。北西端の西平沼町との境界近くには相鉄線西横浜駅がある。

## 歴史
1928年（昭和3年）、中区西戸部町字塩田および中区久保町字塩田から新設された。1838年（昭和13年）、西戸部町・久保町の各一部を編入。1944年（昭和19年）4月1日、中区から西区が新設された際には西区に編入された。1955年（昭和30年）、藤棚町と境界変更。1966年（昭和41年）5月1日に住居表示が実施され、浜松町の一部が平沼二丁目・藤棚町・保土ケ谷区西久保町に編入されるとともに、藤棚町・扇田町・杉山町の各一部が浜松町に編入された。扇田町と杉山町は、この時に廃止された。さらに1966年9月には平沼二丁目の一部（16番街区）が編入された。町名は、かつてこの地が塩田だった頃に磯馴松があったことに由来する。

## 世帯数と人口
2025年（令和7年）6月30日現在（横浜市発表）の世帯数と人口は以下の通りである。
| 町丁   | 世帯数    | 人口    |
| ------ | --------- | ------- |
| 浜松町 | 1,630世帯 | 2,353人 |

### 人口の変遷
国勢調査による人口の推移。
| 年                 | 人口  |
| ------------------ | ----- |
| 1995年（平成7年）  | 1,524 |
| 2000年（平成12年） | 1,559 |
| 2005年（平成17年） | 1,584 |
| 2010年（平成22年） | 1,998 |
| 2015年（平成27年） | 2,181 |
| 2020年（令和2年）  | 2,179 |

### 世帯数の変遷
国勢調査による世帯数の推移。
| 年                 | 世帯数 |
| ------------------ | ------ |
| 1995年（平成7年）  | 698    |
| 2000年（平成12年） | 749    |
| 2005年（平成17年） | 803    |
| 2010年（平成22年） | 1,174  |
| 2015年（平成27年） | 1,322  |
| 2020年（令和2年）  | 1,401  |

## 学区
市立小・中学校に通う場合、学区は以下の通りとなる（2024年11月時点）。
| 番・番地等 | 小学校               | 中学校               |
| ---------- | -------------------- | -------------------- |
| 1〜7番     | 横浜市立稲荷台小学校 | 横浜市立岩井原中学校 |
| 8〜15番    | 横浜市立西前小学校   | 横浜市立西中学校     |

## 事業所
2021年現在の経済センサス調査による事業所数と従業員数は以下の通りである。
| 町丁   | 事業所数  | 従業員数 |
| ------ | --------- | -------- |
| 浜松町 | 121事業所 | 1,222人  |

### 事業者数の変遷
経済センサスによる事業所数の推移。
| 年                 | 事業者数 |
| ------------------ | -------- |
| 2016年（平成28年） | 122      |
| 2021年（令和3年）  | 121      |

### 従業員数の変遷
経済センサスによる従業員数の推移。
| 年                 | 従業員数 |
| ------------------ | -------- |
| 2016年（平成28年） | 1,102    |
| 2021年（令和3年）  | 1,222    |

## その他

### 日本郵便
- 郵便番号：220-0055[3]（集配局：神奈川郵便局[25]）

### 警察
町内の警察の管轄区域は以下の通りである。
| 番・番地等 | 警察署     | 交番・駐在所 |
| ---------- | ---------- | ------------ |
| 1番、3番   | 戸部警察署 | 藤棚町交番   |
| その他     | 戸部警察署 | 浜松町交番   |